# Починок Кучук
Починок Кучук — село в Кукморском районе Татарстана. Административный центр Починок-Кучуковского сельского поселения.

## География
Находится в северо-западной части Татарстана на расстоянии приблизительно 9 км на юг по прямой от районного центра города Кукмор у речки Кня.

## История
Известно с 1678 года как Починок Кучюковский, упоминалось также как Кучюковская, Мултан. Татарское население появилось здесь в 1967 году, когда сюда переселили погорельцев из татарской деревни Красный Октябрь. В советское время работали колхозы «Коммунар» и «Дружба».

## Население
Постоянных жителей было: в 1782 году — 42 души мужского пола, в 1859—153, в 1897—246, в 1908—250, в 1920—263, в 1926—282, в 1938—333, в 1949—287, в 1958—301, в 1970—430, в 1979—479, в 1989—423, 485 в 2002 году (татары 36 %, мари 58 %), 403 в 2010.